# Третій біогеохімічний принцип Вернадського
Третій біогеохімічний принцип Вернадського — сформульований В. І. Вернадським (1926) біогеохімічний принцип, за яким «жива речовина перебуває в безперервному хімічному обміні з космічним середовищем, що її оточує». Обмін цей проявляється, зокрема, в тому, що жива речовина «… створюється і підтримується на нашій планеті космічною енергією Сонця». Подібні наукові проблеми розробив сучасний біофізик О. Л. Чижевський (1976), який використовував концепцію біосфери як оболонки планети, яка розташована в безпосередній близькості від Космосу, і вперше ввів уявлення про компенсаторно-захисні функції біосфери, необхідні для існування в планетарно-космічних умовах Землі живих організмів. Великий внесок у розвиток цих ідей робить відомий вчений — фахівець в галузі загальної патології, адаптації та екології людини В. П. Казначеєв (1971, 1985).